# Kanal Morávka-Žermanice
Der Kanal Morávka-Žermanice (tschechisch přivaděč Morávka - Žermanice) ist ein Wasserzuführungskanal in Tschechien. Er leitet Wasser aus der Morávka in die Lučina und dient der Wasserversorgung der Talsperre Žermanice.

## Verlauf
Der Kanal zweigt am Fuße der Mährisch-Schlesischen Beskiden am Wehr nördlich von Raškovice rechtsseitig aus der Morávka ab. Über Vyšní Lhoty führt sein Lauf zunächst nach Nordwesten über die Mulde des Baches Osiník, wo er dem Verlauf der Isohypsen folgend sich westwärts wendet und in die Talmulde des Račok führt, durch die er zwischen dem Werksgelände der Hyundai Motor Manufacturing Czech und Bukovice nach Norden führt. Dort wird der Kanal von der Eisenbahnstrecke Frýdek-Místek - Český Těšín sowie der Schnellstraße R 48 überbrückt. Nach 9,3 Kilometern mündet der Kanal in Vojkovice in die Lučina.
Auf dem Lauf durch den Račok- bzw. Holčinagrund wird die Fließgeschwindigkeit des Kanals durch hohe Betonwehre reduziert.

## Geschichte
Nachdem zwischen 1951 und 1957 der Stausee Žermanice zur Wasserversorgung der Industrieregion Ostrava angelegt worden war, zeigte sich, dass das gestaute wasserarme Flüsschen Lučina den Wasserbedarf nicht decken konnte. Zur Wasserzuleitung in die Lučina wurde deshalb 1959 durch das Beskidenvorland ein Kanal von der Morávka angelegt.

## Zuflüsse
- Hlisník (r), Vyšní Lhoty - ehemaliger Zufluss der Morávka
- Osiník (r), Vyšní Lhoty - ehemaliger Zufluss der Morávka
- Račok (r), bei Kamenité - ehemaliger Zufluss der Holčina
- Holčina (r), bei Vojkovice - ehemaliger Zufluss der Lučina